# Unterstadion
Unterstadion är en kommun (tyska Gemeinde) i Alb-Donau-Kreis i förbundslandet Baden-Württemberg i Tyskland. Folkmängden uppgår till cirka 900 invånare, på en yta av 8,84 kvadratkilometer.
Kommunen ingår i kommunalförbundet Munderkingen tillsammans med staden Munderkingen och kommunerna Emeringen, Emerkingen, Grundsheim, Hausen am Bussen, Lauterach, Obermarchtal, Oberstadion, Rechtenstein, Rottenacker, Untermarchtal och Unterwachingen.

## Befolkningsutveckling
| Befolkningsutvecklingen i Unterstadion 1975–2015 | Befolkningsutvecklingen i Unterstadion 1975–2015 | Befolkningsutvecklingen i Unterstadion 1975–2015 | Befolkningsutvecklingen i Unterstadion 1975–2015 | Befolkningsutvecklingen i Unterstadion 1975–2015 |
| ------------------------------------------------ | ------------------------------------------------ | ------------------------------------------------ | ------------------------------------------------ | ------------------------------------------------ |
|                                                  |                                                  |                                                  |                                                  |                                                  |
| År                                               |                                                  |                                                  | Folkmängd                                        | Areal (ha)                                       |
| 1975                                             | 1975                                             |                                                  | 546                                              | 885                                              |
| 1980                                             | 1980                                             |                                                  | 547                                              |                                                  |
| 1985                                             | 1985                                             |                                                  | 604                                              |                                                  |
| 1990                                             | 1990                                             |                                                  | 577                                              |                                                  |
| 1995                                             | 1995                                             |                                                  | 643                                              | 884                                              |
| 2000                                             | 2000                                             |                                                  | 689                                              |                                                  |
| 2005                                             | 2005                                             |                                                  | 728                                              |                                                  |
| 2010                                             | 2010                                             |                                                  | 728                                              |                                                  |
| 2015                                             | 2015                                             |                                                  | 758                                              |                                                  |
|                                                  |                                                  |                                                  |                                                  |                                                  |